# Дворанска црква
Дворанска црква (нем. Hallenkirche), тип црквене грађевине код које су сви бродови исте или приближно исте висине.
У унутрашњости оваквих цркава не постоји оштра диференцијација просторно-функционалних јединица, травеји су одвојени високим стубовима или ступцима, а спољни зидови пробијени великим прозорима, тако да ентеријер личи на пространу дворану са стубовима.
Број бродова код оваквих цркава није увек непаран.
Овај тип грађевине нарочито се развио у немачким земљама у периоду позне готике.